# 8148-as mellékút (Magyarország)
A 8148-es számú mellékút egy közel 6 kilométer hosszú, négy számjegyű mellékút Komárom-Esztergom vármegye területén. Nagyigmánd déli szomszédságában köt össze két kisebb települést egymással és a 13-as főúttal.

## Nyomvonala
Csép központjában indul, egy öt számjegyű útvonalból, a 81 137-es számú mellékútból kiágazva, északnyugati irányban. Petőfi Sándor utca néven húzódik a község házai között, majd valamivel az első kilométere előtt eléri a belterület nyugati szélét, és ugyanott keresztezi a 13-as főutat, amely itt kevéssel a 20. kilométere után jár. Ezután is északnyugat felé folytatódik, így keresztezi a 3. kilométere előtt a Székesfehérvár–Komárom-vasútvonal vágányait is, Tárkány-Csép megállóhely déli szélénél. 3,3 kilométer után nyugat-délnyugati irányba fordul és szinte ugyanott átlépi Tárkány közigazgatási határát. A község házait 5,2 kilométer után éri el – a belterületen a Jókai Mór utca nevet viseli – és kevéssel ezután véget is ér, beletorkollva a 8146-os útba, annak 7. kilométere közelében.
Teljes hossza, az országos közutak térképes nyilvántartását szolgáló kira.gov.hu adatbázisa szerint 5,910 kilométer.

## Települések az út mentén
- Csép
- Tárkány